# The Cadence of Autumn
The Cadence of Autumn (A Cadência do Outono) é o título do óleo sobre tela da artista britânica integrante da Irmandade Pré-Rafaelita Evelyn De Morgan de 1905, que retrata simbolicamente o outono com elementos como a colheita, frutas e legumes,  num ambiente rupestre que inclui uma roda d'água.
Na parte inferior esquerda da obra, pintado, a artista assinou:  "EDeM 1905".

## Histórico
Antes de concretizar a obra, De Morgan realizou ao menos dois estudos de cabeça e outro de braços femininos, bem como para as vestimentas, em pastel sobre cartão marrom (vide "galeria" abaixo).

## Descrição e análise da obra
As quatro estações são um mote utilizado comumente na filosofia, no cristianismo e na arte para retratar o ciclo da vida - representando o outono o desfecho das estações juvenis, com sua alegria e abundância, ao passo que antecede o inverno - a retratar a velhice; esta ideia, por si, já é suficiente para situar a obra dentro do simbolismo.
A primavera está representada na cena esquerda do quadro, onde uma moça com suas roupa em cor de malva (arroxeada) está num ambiente de cores brilhantes; as figuras centrais a colher frutos abundantes são o verão, ao passo em que as mulheres mais maduras à direita, com suas cores mais suaves e sombrias, ilustram o outono e a decadência rumo à morte.
As imagens refletem a época da vida da artista, então com cinquenta anos, e tendo testemunhado um período conturbado na história, com a Inglaterra tendo passado pelas duas Guerras Boers, daí não ser estranho que retrate a expectativa pelo fim da vida.
O simbolismo de De Morgan, contudo, traz significados duplos em suas alegorias, sendo ela uma crítica aberta sobre as ações internacionais do governo britânico na África do Sul e suas guerras coloniais, que representariam o fim da abundância do país e sua decadência.

### Ótica espiritualista
Evelyn e seu marido William De Morgan eram espiritas e ela demonstrou em vários de seus trabalhos alegorias que ilustram as ideias dessa doutrina; a Cadência do Outono seria, assim, também uma alegoria a representar a reencarnação.
Há, ainda, outros símbolos ali representados, como aqueles que reportam a tradições medievas do Juízo Final: a metade à esquerda representaria a salvação, enquanto a da direita seria o lado da danação; mas aqui também parece surgir a imagem neoplatônica de renascimento da Terra, ilustrada pelas imagens ao fundo, à direita, com a roda d'água e o rio à sua frente; as duas mulheres do primeiro plano esquerdo caminham para a borda da imagem, cercadas por um círculo de folhas caídas pelo outono - as folhas são elas mesmas símbolos do círculo eterno de nascimento e morte.
Outra imagem espírita estaria representada na colheita abundante que a imagem retrata: as figuras ao centro no primeiro plano colhem aquilo que semearam na representação ao fundo - simbolizando assim que colhe-se na outra vida aquilo que nesta se semeou.

## Galeria

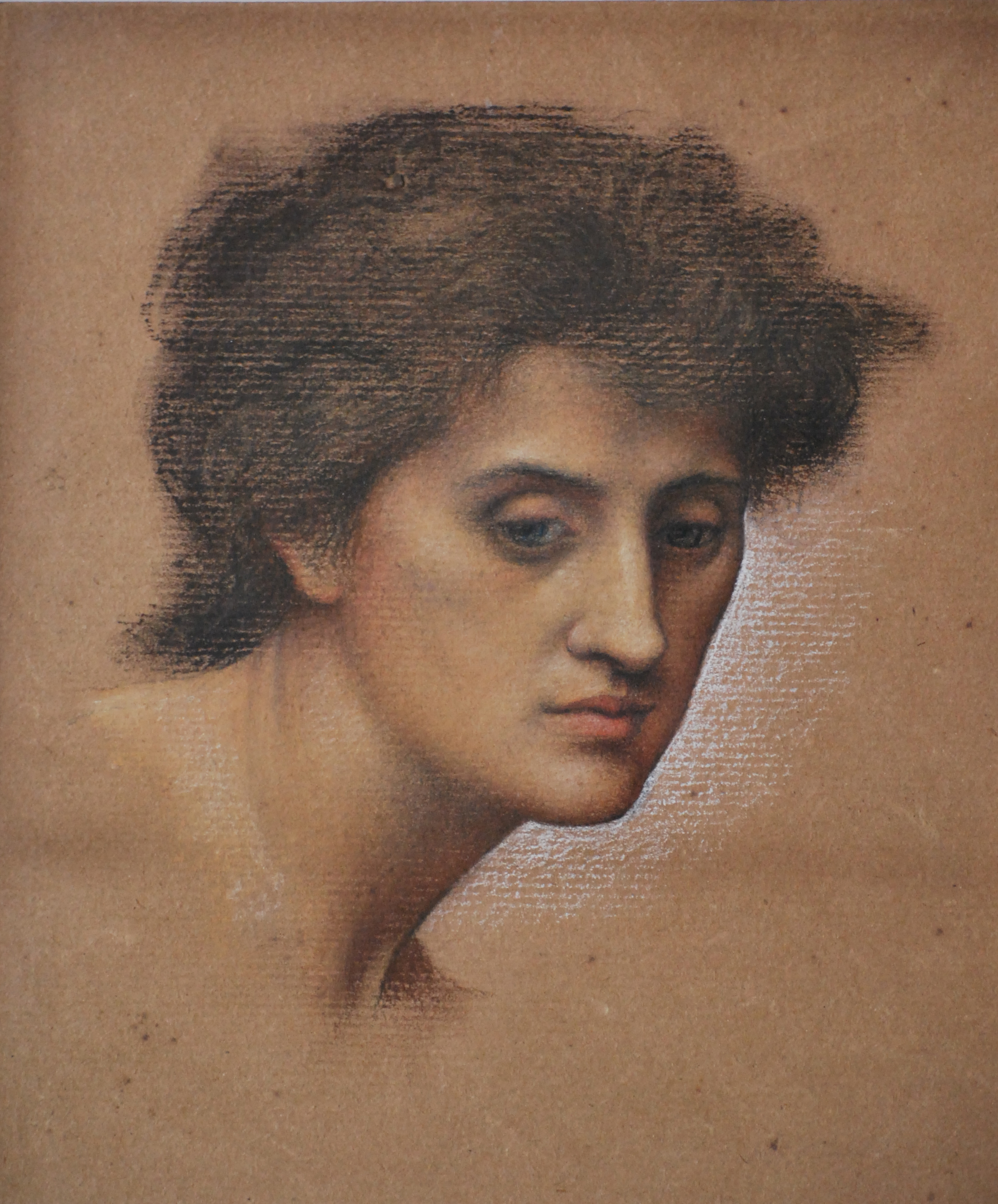
Cabeça feminina
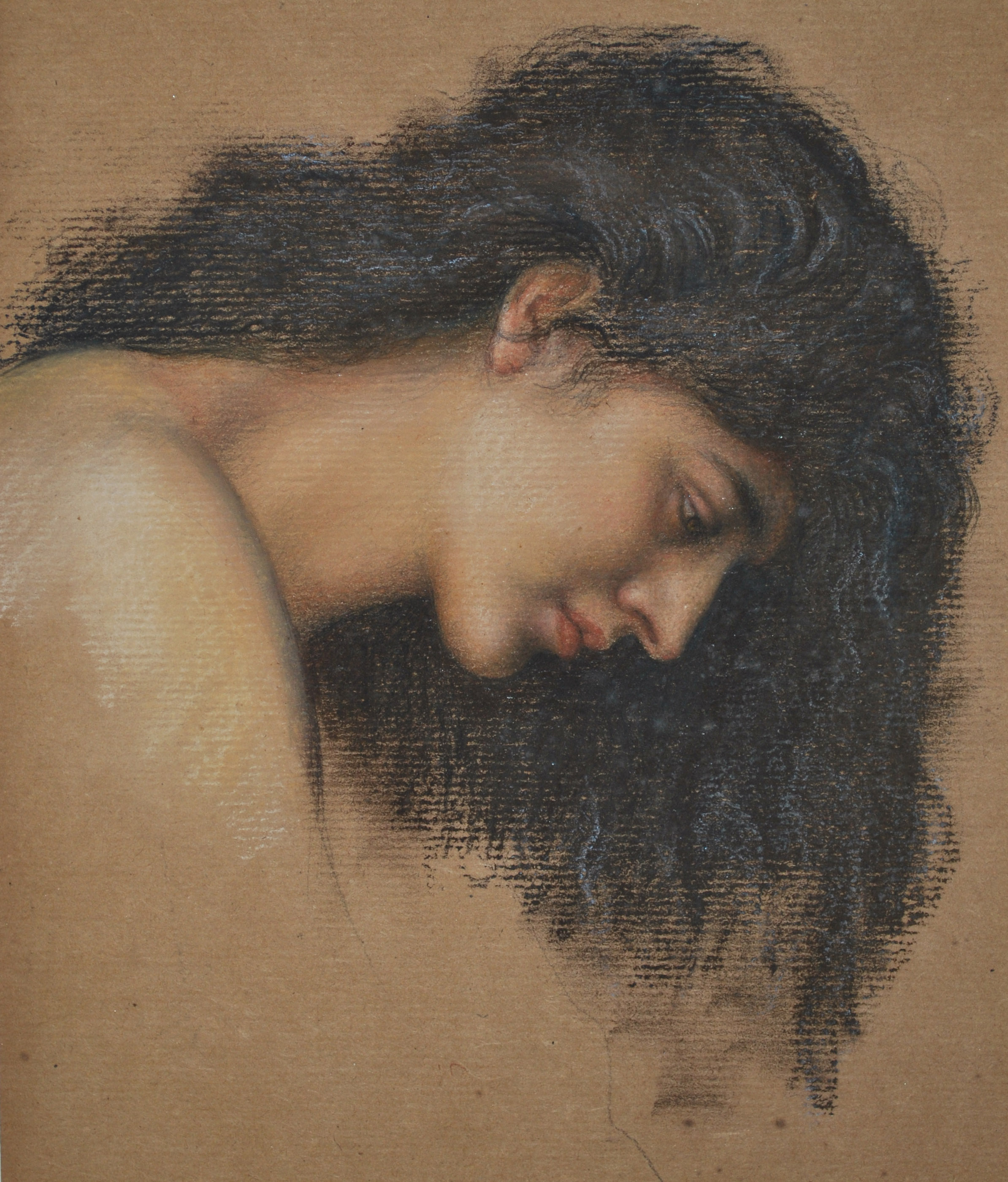
Cabeça feminina
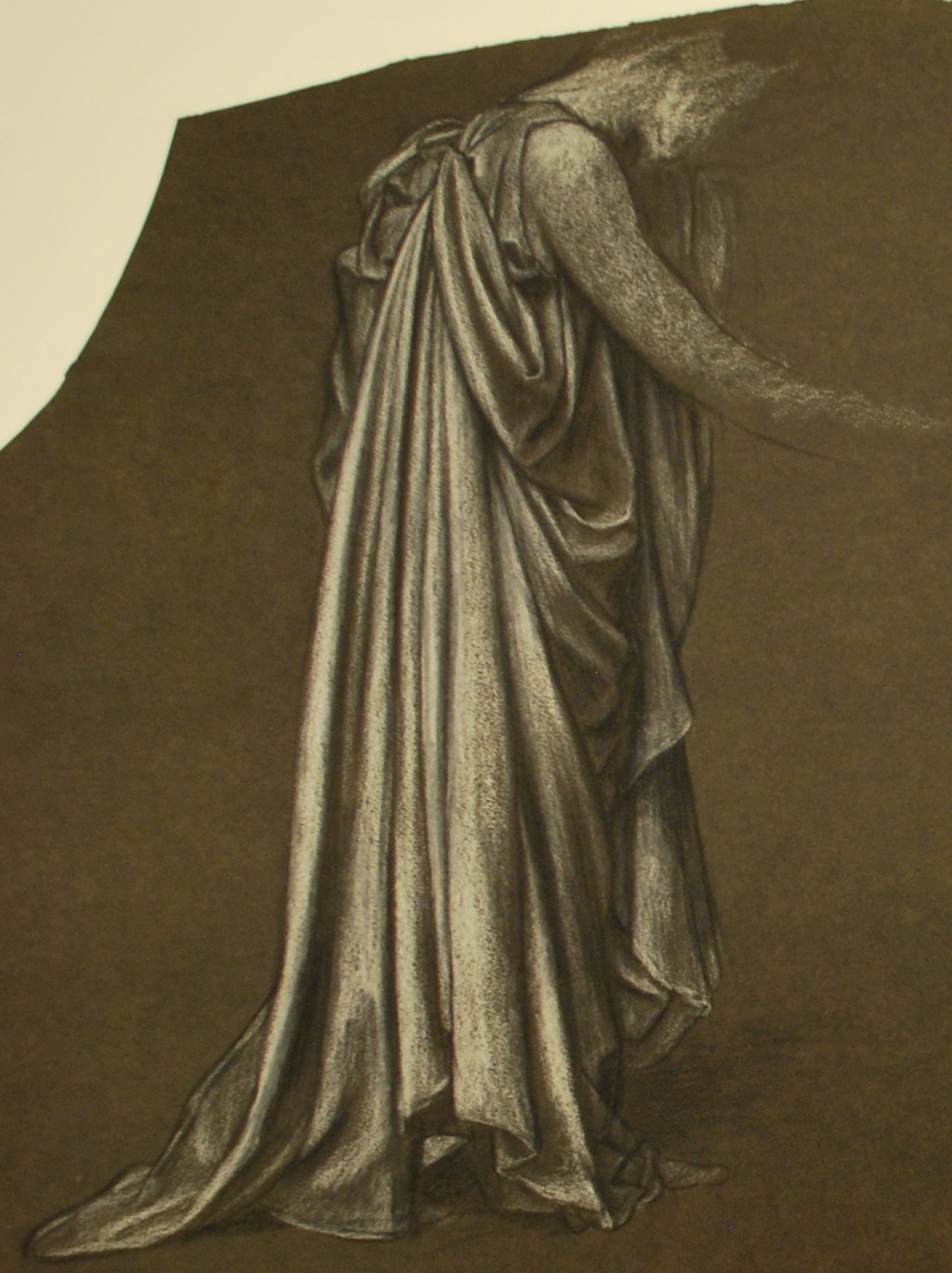
Estudo de vestimenta (detalhe)
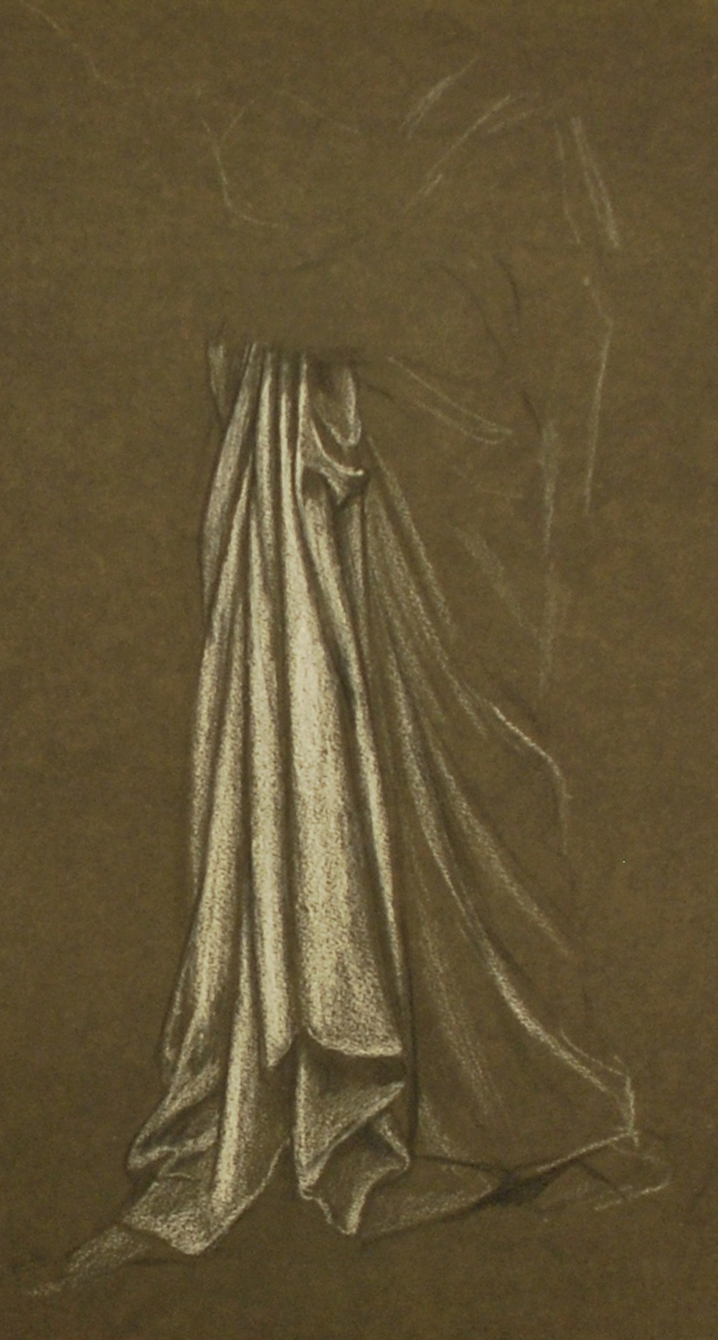
Estudo de vestimenta (detalhe)